# 街头霸王II 极速版
《街头霸王II 極速版》是一款由卡普空制作的格斗类游戏。本游戏最初于1992年12月在街机发行，后移植至多个平台，包括超級任天堂。
先前的12个角色在技术上和必殺技上进行了许多修改，不同角色之间有更高平衡性，整體攻擊力被調低，遊戲速度也加快了。除貝卡以外，電腦用角色默認為2P顏色（與“II”不同）。
本作某程度上被認為是一個抗衡盜版的版本，因為在本作推出前，亞洲地區出現了多個“II”的盜版改版，例如"降龍"。而且很多角色的新必殺技都是用舊模組改造，例如春麗的氣功拳(由瑜珈火焰改色)和本田的百贯落(由空中中腳加輕腳改成), 不同於之後超級版的大量重繪，令人有趕工出貨的感覺。

## 外部連結
- StrategyWiki上的《Street Fighter II Turbo》指引